# Agrothereutes fumipennis
Agrothereutes fumipennis är en stekelart som först beskrevs av Johann Ludwig Christian Gravenhorst 1829.  Agrothereutes fumipennis ingår i släktet Agrothereutes och familjen brokparasitsteklar. Arten är reproducerande i Sverige. Inga underarter finns listade i Catalogue of Life.